# دورة الألعاب الآسيوية 1958
دورة الألعاب الآسيوية لعام 1958 أو دورة الألعاب الآسيوية الثالثة هي حدث متعدد الرياضات أقيم في طوكيو عاصمة اليابان، في الفترة من 24 مايو إلى 1 يونيو 1958. من قبل اتحاد الألعاب الآسيوية. شارك ما مجموعه 1820 رياضيا يمثلون 20 لجنة أولمبية وطنية آسيوية في الألعاب. تضمنت الدورة منافسات في 13 رياضة مختلفة تشمل 97 حدثًا، بما في ذلك أربع رياضات غير أولمبية، والجودو، وكرة الطاولة، والتنس والكرة الطائرة. تم تقديم أربعة من هذه الرياضات التنافسية - الهوكي وكرة الطاولة والتنس والكرة الطائرة - لأول مرة في دورة الألعاب الآسيوية.
هذه هي المرة الأولى التي تستضيف فيها اليابان دورة الألعاب الآسيوية.

## الدول المشاركة
هذه قائمة الدول المشاركة في دورة الألعاب الآسيوية 1958.